# John Tulensru
John E.Tulensru (ur. 1994) – mikronezyjski zapaśnik walczący w obu stylach. Brązowy medalista igrzysk mikronezyjskich w 2014, 2018 i 2024. Wicemistrz Oceanii w 2018 roku. Reprezentuje stan Kosrae.